# Энтри-Дору-и-Вога
Энтри-Дору-и-Вога (порт. Entre Douro e Vouga) — экономико-статистический субрегион в северной Португалии.
Входит в состав региона Север.
Включает в себя часть округа Авейру.
Территория — 859 км². Население — 276 814 человек. Плотность населения — 322 чел./км².
Субрегион граничит:
- на севере — субрегионы Большой Порту и Тамега
- на востоке — субрегион Дан-Лафойнш
- на юге — субрегион Байшу-Вога
- на западе — субрегион Байшу-Вога

## Муниципалитеты
Субрегион включает в себя 5 муниципалитетов округа Авейру:
- Арока
- Вале-де-Камбра
- Оливейра-де-Аземейш
- Сан-Жуан-да-Мадейра
- Санта-Мария-да-Фейра